# 能川昭二
能川 昭二（のがわ しょうじ、1927年3月6日 - 2017年6月6日）は、日本の経営者。小松製作所社長、会長を務めた。石川県金沢市出身。

## 経歴・人物
旧制四高を経て1950年に東京大学工学部機械工学科を卒業し、同年に小松製作所に入社した。1973年に取締役に就任し、1978年に常務、1982年3月に専務を経て、同年9月に社長に就任。1987年6月に取締役相談役に就任し、1988年から顧問を務めた。
2017年6月6日老衰のために死去。90歳没。